# Piramidă trofică
Piramida trofică este reprezentarea grafică a raporturilor cantitative dintre nivelurile trofice. Nivelurile trofice reprezintă totalitatea organismelor cu aceeași funcție trofică.
Piramidele pot fi clasificate astfel:
- - piramidele numerelor
  - piramidele biomaselor
- piramidele energiei

## Istorie
Conceptul de piramidă a numerelor a fost dezvoltat de Charles Elton (1927).  Mai târziu, avea să fie exprimată și în legatură cu biomasa de către Bodenheimer (1938). Ideea de piramidă a productivității sau a energiei se bazează pe lucrările lui G. Evelyn Hutchinson și Raymond Lindmann (1942).

## Piramida numerelor
Reflectă relațiile cantitative dintre etajele trofice, adică numărul tuturor indivizilor dintre nivelele trofice înlănțuite, pe o unitate de suprafață sau volum. Numărul de indivizi din cadrul fiecărui nivel trofic depinde, de obicei, de numărul de indivizi din alt nivel trofic, cel precedent. De aceea  reprezentarea grafică, sub formă de trepte (dreptunghiuri),  a valorii numerice a indivizilor din nivelele trofice înlănțuite, începând cu producătorii și terminînd cu consumatorii terțiari, capătă aspect de piramidă. În cazul lanțului parazitar, piramida numerelor este orientată invers, decât în cazul ierbivor-răpitor, dat fiind faptul că numărul indivizilor scade spre ultima verigă a lanțului trofic.

## Piramida biomaselor
O “piramida a biomaselor” arata relatia dintre biomasa si nivelul trofic prin cuantificarea biomaselor prezente la fiecare nivel al unei comunitati energetice la un moment specific. Este o reprezentare grafica a biomasei (cantitatea totala de materia vie sau organica dintr-un ecosystem) prezente pe unitati de suprafete din nivele trofice diferite. Unitati tipice sunt gramul pe metru patrat, sau caloria pe metru patreat. Piramida biomaselor poate fi inversata. De exemplu, intr-un ecosystem de balta, phytoplanktonul, producatorii majori, vor fi in orice moment intr-o cantitate mai mice de masa decat a heterotrophilor, cum ar fi pesti sau insect. Acest lucru se explica prin faptul ca phytoplanktonul se reproduce foarte rapid, însa au o durata de viata mult mai scurta.
Una din problemele piramidei biomaselor este faptul ca acestea pot produce iluzia unui nivel trofic ce pare sa contina mai multa energie decat are in realitate. De exemplu, toate pasarile au ciocuri si schelete, insa desi acestea au masa, nu sunt acaparate de urmatorul nivel trofic.

## Piramida energetica
Reflecta ponderea energiei descrescande de la producatori spre consumatori. R. Lindeman (1942) a sesizat ca din totalitatea de energie ce patrunde intr-un anumit nivel trofic dintr-o biocenoza doar o cantitate foarte mica este transmisa organismelor situate pe nivelurile trofice superioare. Cantitatea de energie disponibila pentru fiecare nivel trofic variaza intre 10 si 20%.

## Vezi și
- Lanț trofic